# Grégoire Kayibanda
Grégoire Kayibanda (Tare, 1 mei 1924 – Kigali, 22 december 1976) was een Rwandees president (1961-1973) en rooms-katholiek intellectueel. 
Kayibanda was afkomstig uit de Hutu-bevolkingsgroep. Hij doorliep de missieschool en studeerde aan het seminarium van Nyakibanda. Na zijn opleiding was hij als leraar werkzaam aan de Léon Classe school. 
In de jaren vijftig legde hij zich meer toe op de journalistiek. In 1952 werd hij redacteur van twee rooms-katholieke kranten. Daarnaast trad hij op als secretaris van een Zwitserse missionaris. In 1957 werd Kayibanda tot voorzitter van de Mouvement Social Muhutu (MSM) gekozen. De MSM zette zich in voor de emancipatie van de Hutu's.
Van 1958 tot 1959 studeerde Kayibanda journalistiek in België. Na zijn terugkeer in Rwanda, op 26 september 1959, werd de naam van de MSM gewijzigd in Mouvement Démocratique Rwandais - Parti du mouvement de l'émancipation hutu (MDR-Parmehutu). De Parmehutu ontving de steun van de Belgische koloniale overheid en de Rooms-Katholieke Kerk die sinds het begin van de jaren vijftig streefde naar de emancipatie van de Hutu's in Ruanda-Urundi.
In 1959 overleed koning (mwami) Mutara III van Rwanda, een Tutsi. Hij werd in juli 1959 opgevolgd door koning Kigeli V, evenzo een Tutsi. In november 1959 vond er een Hutu-revolte plaats. Een aantal Hutu's vond de verkiezing van Kigeli V onrechtmatig. In juli 1960 ging hij in ballingschap. In dezelfde jaren was er sprake van ernstig etnisch geweld tussen de Tutsi's en de Hutu's . 
In 1960 won Grégoire Kayibanda de door de Belgen gecontroleerde verkiezingen voor de wetgevende vergadering. Hij werd hij tot minister-president van Ruanda-Urundi gekozen. Eind 1960 verkregen zowel Ruanda (=Rwanda) als Urundi (=Burundi) autonomie. Op 28 januari 1961 brak er een Hutu-revolte uit en koning Nigeri V werd verdreven. Kayibanda werd president van het Rwandese deel van Ruanda-Urundi. 
Op 1 juli 1962 werd Rwanda een onafhankelijke republiek met Kayibanda als president. In 1963 was er weer sprake van een uitbarsting van etnisch geweld. Vele mensen lieten hierbij het leven. 
In 1964 en in 1969 werd Kayibanda als president herkozen. Zijn positie werd in oktober 1965 versterkt toen de Parmehutu bij de verkiezingen alle zetels in het parlement veroverde.
Systematische uitsluiting van Tutsi's op hoge functies en economische malaise leidden op 5 juli 1973 tot een staatsgreep, waarna generaal Juvénal Habyarimana de macht greep. Kayibanda en diens ministers kregen huisarrest en werden een jaar later, op 29 juni 1974, ter dood veroordeeld. Habyarimana verleende Kayibanda amnestie.
Dominique Mbonyumutwa (voorlopig) · Grégoire Kayibanda · Juvénal Habyarimana · Théodore Sindikubwabo (interim) · Pasteur Bizimungu · Paul Kagame